# Aloe ecklonis
Aloe ecklonis é uma espécie de liliopsida do gênero Aloe, pertencente à família Asphodelaceae.